# Samuel Chappuzeau

Titelblatt des Dramas Lyon dans son lustre

Samuel Charles Chappuzeau (geboren 16. Juni 1625 in Paris; gestorben 31. August 1701 in Celle) war ein reformierter Reisender, Arzt, Schriftsteller und Lehrer aus Frankreich.
Die Korrespondenz Chappuzeaus mit Gottfried Wilhelm Leibniz wurde Teil des Weltdokumentenerbes.

## Leben und Wirken
Er entstammte einer adeligen Familie aus dem Poitou und studierte in Châtillon-sur-Loing (heute Châtillon-Coligny, Département Loiret). Nachdem ihn die Ehemänner seiner Schwestern um das elterliche Erbe betrogen hatten, verließ er Frankreich. Als Wirtschaftsflüchtling bestieg er in Le Havre ein Schiff und reiste 1648 in die Niederlande. In Den Haag lebte er bei Freunden, unter ihnen damals führende Wissenschaftler wie Johann Amos Comenius, Claudius Salmasius oder auch Constantijn Huygens.
Von 1649 bis 1651 verbrachte er zwei Jahre am Hof der Landgräfin Amalie Elisabeth, wo er als Hofprediger arbeitete. Als diese im Jahr 1651 starb, musste Chappuzeau den Hof auf der Suche nach einem neuen Auskommen verlassen. Er entschied, sich fortan als Schriftsteller zu verdingen, nachdem er bereits 1650 sein erstes Buch veröffentlicht hatte.
1656 kehrte er nach Amsterdam zurück, wo sein zweiter Sohn Christophe Chappuzeau geboren wurde. Im Herbst 1659 wurde er Hauslehrer des späteren Königs Wilhelm III. von England, doch mit dem Tod von Williams Mutter endete diese Anstellung schon 1661 und Chappuzeau musste erneut weiterziehen.
Nach dem Tod seiner ersten Frau 1662 heiratete Chappuzeau noch im gleichen Jahr erneut und lebte bis 1672 in Genf, dem Geburtsort seiner Frau. 1666 erwarb er das Genfer Bürgerrecht, was für Protestanten damals eine Seltenheit und Ehre war. Es folgten ausgedehnte Reisen, auf denen er Informationen für seine schriftstellerische Tätigkeit sammelte. In erster Linie handelte es sich um Berichte über die Höfe der Zeit, über die Chappuzeau schmeichelhaft berichtete. Aufgrund einer dieser Schriften verlor er 1671 seine Genfer Bürgerrechte und musste ins Exil gehen, das er z. T. in Lyon und Basel verbrachte.
1679 durfte er schließlich wieder nach Genf zurückkehren, doch drei Jahre später, 1682, zog es ihn nach Celle, wo er die letzten 20 Jahre seines Lebens als Hofpagenmeister von Herzog Georg Wilhelm verbrachte. In dieser Zeit arbeitete er an einem nicht fertiggestellten Lexikon und hielt Kontakt zu Gelehrten wie Pierre Bayle und Gottfried Leibniz. Des Weiteren verfasste er zahlreiche Reisebeschreibungen seiner Aufenthalte in England, den Niederlanden, der Schweiz, in Deutschland und in Italien. Sein Werk Le théâtre français (1674) gilt als bedeutendste Kulturgeschichte des französischen Theaters im 17. Jahrhundert.

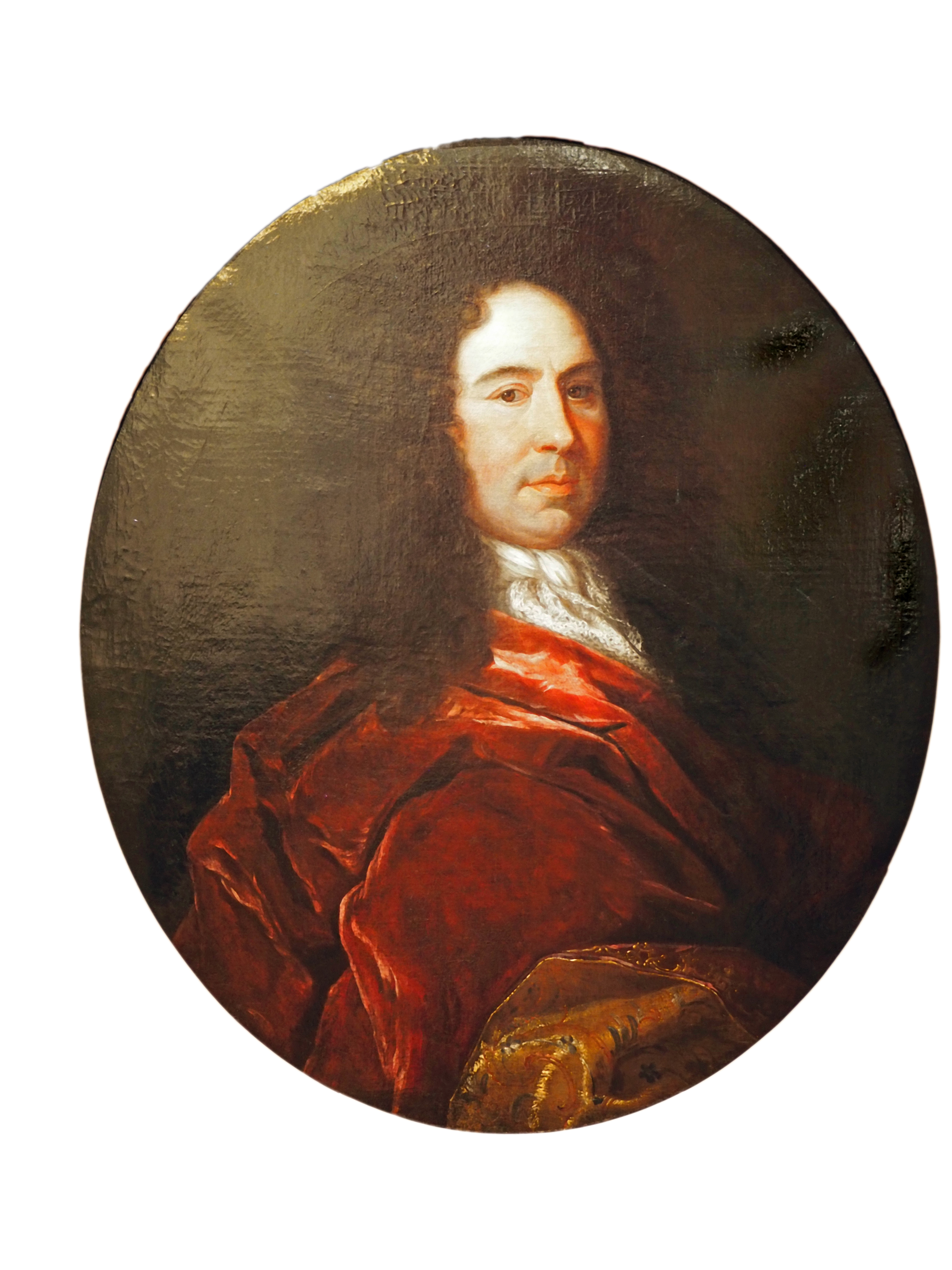
Christoph(e) Chappuzeau (1656–1734)

## Familie
Chappuzeau war ein Schwiegersohn des Bibliothekars und Archivars der Stadt Lüneburg, Johann Heinrich Büttner.
Einer von Chappuzeaus Söhnen war Christoph(e) Chappuzeau (1656–1734), von 1776 an Kammersekretär von Herzog Georg Wilhelm von Braunschweig-Lüneburg in Celle. Seine Korrespondenz mit Gottfried Wilhelm Leibniz ist erhalten.
Unter den Nachfahren Chappuzeaus in Deutschland befanden sich zahlreiche Pastoren, wie etwa Christoph Heinrich Chappuzeau und Adolf von Chappuzeau.

## Werke
- Lyon dans son lustre  (geographical, 1656)
- Le cercle des femmes  (comedy, 1656)
- Genève délivrée  (drama, 1662)
- L'Europe vivante  (1669)
- L'Allemagne protestante : ou relation nouv. d'un voyage aux cours des Electeurs et des Prince Protestants de l'Empire en 1669, Geneva 1671